# 押匯
押匯，是國際貿易中的銀行服務，對象分為出口商和入口商，此服務分為出口押匯和進口押匯。

## 出口押匯
在出口商發出貨物並交來信用證或契約要求後，銀行應出口商要求向其提供的以出口單據為抵押的在途資金融通；中國銀行辦理出口押匯的範圍包括：信用證項下出口押匯和跟單托收下出口押匯；外幣出口押匯和人民幣出口押匯。

## 進口押匯
銀行在收到信用證或進口代收項下單據時，應進口商要求向其提供的短期資金融通；是信用證其中的步驟或選項。

## 外部參考
- 進口押匯 （页面存档备份，存于）